# 顕通寺
顕通寺（けんつうじ）は、中華人民共和国山西省忻州市五台県五台山にある仏教寺院。顕通寺の創建が、中国仏教史上のなかで、かなり早い時期であったことが知れる。また、日本の曹洞宗の本山である永平寺の名も、ここから取られたという。

## 歴史
顕通寺は、後漢の永平年間（58年-75年）の創建で、当時は大孚霊鷲寺と称した。
北魏のとき、「花園寺」と改称。
唐の貞観年間、寺は再建され、「大華厳寺」と改名された。
明の洪武年間は寺院を重修した。朱元璋により「大顕通寺」の名を賜った。永楽年間、永楽帝により「大吉祥顕通寺」の名を賜った。万暦年間、万暦帝により「大護国聖光永明寺」の名を賜った。
清の康熙26年（1687年）、大顕通寺に正式に改名した。
1982年、中華人民共和国国務院は仏寺を全国重点文物保護単位に認定した。1983年、中華人民共和国国務院は仏寺を漢族地区仏教全国重点寺院に認定した。

## 伽藍
山門、天王殿、大雄宝殿、無量殿、千鉢殿、銅殿